# Международная единица
Международная единица (МЕ, иногда — Единица действия, ЕД) — в фармакологии это единица измерения дозы вещества, основанная на его биологической активности. Используется для витаминов, гормонов, некоторых лекарств, вакцин, компонентов крови и подобных биологически активных веществ.
Несмотря на название, МЕ не является частью международной системы измерения. Количество вещества в 1 МЕ для разных классов веществ различается. Единицы действия, ЕД, чаще всего совпадают с МЕ.
Точное определение одной МЕ различается для различных веществ и установлено международным соглашением. Комитет биологической стандартизации при Всемирной организации здравоохранения предоставляет эталонные заготовки определённых веществ, (произвольно) устанавливает количество единиц МЕ содержащихся в них, и определяет биологические процедуры для сравнения других заготовок с эталонными. Целью таких процедур является то, чтобы различные заготовки, имеющие одинаковую биологическую активность, содержали равное количество единиц МЕ.
Для некоторых веществ со временем были установлены массовые эквиваленты одной МЕ, и от измерения в этих единицах иногда отказывались. Однако, единицы МЕ даже в этом случае может оставаться в широком применении из-за удобства. К примеру, витамин E существует в восьми различных формах, отличающихся своей биологической активностью. Вместо точного указания типа и массы витамина в заготовке, иногда удобно просто указать его количество в МЕ. То же относится к другим витаминам, инсулину и т. п.
Массовые эквиваленты 1 МЕ для некоторых классов веществ:
- 1 МЕ витамина A: биологический эквивалент 0,3 мкг ретинола, или 0,6 мкг β-каротина
- 1 МЕ витамина C: 50 мкг аскорбиновой кислоты
- 1 МЕ витамина D: биологический эквивалент 0,025 мкг холе- или эргокальциферола
- 1 МЕ витамина E: биологический эквивалент 2/3 мг d-α-токоферола или 1 мг ацетата dl-α-токоферола
- 1 МЕ препаратов инсулина: биологический эквивалент 34,7 мкг человеческого инсулина (28,8 МЕ/мг).

В документах разных стран обозначение локализовано на язык страны, как и в русском. В английском часто обозначается IU (от International unit), во многих романских языках UI (например, в испанском это от unidad internacional, во французском — от unité internationale, в итальянском — от unità internazionale, в румынском — от unitate internațională), IE в некоторых германских языках (например, в немецком — от internationale Einheit, нидерландском — от internationale eenheid). Встречаются и другие варианты, например венгерское NE (nemzetközi egység). Чтоб не путать букву «I» с цифрой «1», многие иностранные медицинские организации избегают использования буквы «I», и используют в своих документах для обозначения единицы измерения одну букву U или E (например, «три международных единицы на литр» могут быть записаны как «3 U/L»), в то время как другие предпочитают писать название целиком. Кроме того, практикуются производные единицы измерения, которые тоже записываются по-разному — концентрация ME/мл иногда заменяется на кМЕ/л или кЕ/л (килоединиц на литр, что ровно то же самое, что единиц на миллилитр), а иногда и с дополнительными приписками, что ещё сильнее запутывает картину. Например, в результатах специфических аллергопроб ImmunoCAP пишут KUA/L, где подразумевается запись kUA/l, и индекс A значит, что измерение делается аллерген-специфическое.